# Plebejus creataephilonome
Plebejus creataephilonome är en fjärilsart som beskrevs av Ruggero Verity 1931. Plebejus creataephilonome ingår i släktet Plebejus och familjen juvelvingar. Inga underarter finns listade i Catalogue of Life.